# تشارلز ماكي
تشارلز ماكي (بالإنجليزية: Charles McKee)‏ هو لاعب كرة قدم أمريكية أمريكي، ولد في 2 فبراير 1950.